# Landwirtschaftskammer der Republik Litauen
Landwirtschaftskammer der Republik Litauen (lit. Lietuvos Respublikos žemės ūkio rūmai) ist eine berufsständische Organisation der Landwirte in Litauen. Die Landwirtschaftskammer vereint verschiedene NGO-Organisationen der Landwirtschaft Litauens und ist eine Interessenvertretung in der Regierung Litauens und Seimas. 
Der Hauptsitz ist in Kaunas. 

## Leitung
Vorsitzende
- 1991–2000: Antanas Stancevičius (1920–2007), Professor
- 2000–2005: Jonas Ramonas (* 1960), Politiker
- 2005–2011: Bronius Markauskas
- 2011–2016: Andriejus Stančikas[1][2][3]
- 2016–2018: Sigitas Dimaitis (kommiss.)[4]
- 2018-: dr. Arūnas Svitojus

Stellvertretende Vorsitzende
- Sigitas Dimaitis und Bronius Markauskas

## Geschichte
Von 1921 bis 1923 gab es Versammlungen der Räte von Landwirten. Mit der Zustimmung des Landwirtschaftsministers Mykolas Krupavičius wurde das Gesetz über die Kammer entworfen. Am 19. Dezember 1925 wurde das Gesetz (Žemės ūkio rūmų įstatymas) verabschiedet. Es trat in Kraft nach der Publizierung bei „Vyriausybės žinios“ am 21. April 1926. 1929 entwarf Architekt Kārlis Reisons das Projekt für das Gebäude der Kammer, das er dann in den Jahren  1930 bis zum November 1931 errichten ließ. 1991 wurde die Kammer wieder gegründet.